# Клика
Клика (от френски: clique – „шайка, банда“) е политически или социологически термин с предимно негативен смисъл, това е:
- Някакво общество или група (компания), която има користни цели и се стреми да ги постигне с всички средства [1].
- Група от няколко десетки члена, която е изолирана или част от по-голяма група, състои се от индивиди, принадлежащи на обща среда и свързани от общи интереси. [2].
- Немският социолог Никлас Луман въвежда понятията „клика на недоволните“, за да означи една неформална група, в рамките на формална организации, чиито членове обменят информация, мисли, които са ниско оценяващи съществуващата и наложена система от норми и порядки, но която не излиза от чисто вербалното в това отношение, и „стратегическа клика“, което е неформална група, съществуваща в рамките на дадена формална организация, която използва нейната структура за собствените си цели и интереси [3].